# Шандор Носаль (тенісист)
Шандор Носаль (угор. Sándor Noszály; нар. 16 березня 1972) — колишній угорський тенісист.
Найвищу одиночну позицію світового рейтингу — 95 місце досяг 18 вересня 1995, парну — 192 місце — 29 травня 1995 року.
Завершив кар'єру 2014 року.

## Титули

### Парний розряд (1)
| Легенда (одиночний розряд) |
| Великий шлем (0)           |
| Tennis Masters Cup (0)     |
| Серія Мастерс ATP (0)      |
| Тур ATP (0)                |
| Челленджери (1)            |

| Ранг | Дата          | Турнір  | Покриття | Партнер     | Суперники у фіналі       | Рахунок у фіналі |
| 1.   | 5 червня 1994 | Ташкент | Ґрунт    | Карім Аламі | Даніель Фіала / Ян Кодеш | 6–7, 6–4, 7–6    |